# 백지훈
백지훈 (白智勳, 1985년 2월 28일 ~ )은 대한민국의 전 축구 선수이며, 포지션은 미드필더였다.

## 개요
경상남도 사천시에서 태어나 봉래초등학교, 풍기중학교, 안동고등학교를 졸업하였다. 득점을 하면 팀이 반드시 승리한다는 징크스로 인해 '승리를 부르는 파랑새'라는 별명을 얻었다. 성이 '백'씨인 것에 착안하여 '빽가'라는 별명이 붙기도 하였다.

## 축구인 생활

### 선수 생활
2003년 전남 드래곤즈에 입단하였고, 2005년 FC 서울로 이적하였다. 2006년 7월 수원 삼성 블루윙즈로 이적하였으나, 그 과정에서 FC 서울과 마찰을 빚었다. 수원 삼성 블루윙즈로 이적한 후에 좋은 활약을 펼쳐 2008년 K-리그 우승, 2006년 K-리그 준우승 등에 공헌하였다.
2012 시즌을 앞두고 군 문제를 해결하기 위해 상주 상무에 입대하여, 2013년 11월에 군 복무를 마쳤다. 전역 후, 수원으로 복귀하였으나 이미 계약이 만료되어 수원 선수 명단에 등록되지 않았다.
2014 시즌을 앞두고 울산 현대로 임대 이적하였으나, 4월 이후 줄곧 출전 기회를 잡지 못하다 8월부터 후반 교체 투입되는 일이 잦았다. 9월 13일에 열린 부산과의 원정 경기에서 동점골을 터뜨렸는데 이 골은 1부 리그(K리그 클래식)에서 4년 만에 기록한 골이었다. 그 이후, 울산은 김성환의 역전골과 안진범의 쐐기골로 부산에게 3-1 승리를 거두었다. 그리고, 9월 20일에 열린 인천과의 홈 경기에서 동점골을 기록하였다.
울산에서 임대를 마친 백지훈은 원소속팀인 수원으로 복귀하여 21경기 출전하였고, 시즌이 끝난 후 수원과 재계약을 맺었다.
2017년 2월, 서울 이랜드로 이적하였다. 2017년 6월 26일 대전 시티즌과의 홈 경기에서 득점포를 올리며, 1101일 만의 골을 기록하였다. 2018년 1월 8일 자유계약대상자로 풀려나 소속팀을 찾지 못하다가, 2018년 6월 5일에 홍콩 프리미어리그의 리만 FC로 이적하였다.
그 후, 2019-20 시즌을 끝으로 은퇴를 선언하였고, 2019년 10월 6일에 열린 수원과 서울의 슈퍼매치 경기에서 은퇴식을 가졌다.

## 기록

### 클럽
- 2019년 10월 9일 기준

| 시즌    | 클럽                 | 디비전 | 리그 | 리그 | FA 컵 | FA 컵 | 리그 컵 | 리그 컵 | 대륙 대회 | 대륙 대회 | 기타  | 기타  | 합계 | 합계 |
| 시즌    | 클럽                 | 디비전 | 출장 | 득점 | 출장  | 득점  | 출장    | 득점    | 출장      | 득점      | 득 점 | 출 장 | 출장 | 득점 |
| ------- | -------------------- | ------ | ---- | ---- | ----- | ----- | ------- | ------- | --------- | --------- | ----- | ----- | ---- | ---- |
| 2003    | 전남 드래곤즈        | 1부    | 4    | 0    | 1     | 0     | 0       | 0       | -         | -         |       |       | 4    | 0    |
| 2004    | 전남 드래곤즈        | 1부    | 7    | 0    | 3     | 0     | 11      | 1       | -         | -         |       |       | 18   | 1    |
| 2005    | FC 서울              | 1부    | 15   | 1    | 1     | 0     | 7       | 1       | -         | -         |       |       | 22   | 2    |
| 2006    | FC 서울              | 1부    | 12   | 0    | 0     | 0     | 3       | 1       | -         | -         |       |       | 15   | 1    |
| 2006    | 수원 삼성 블루윙즈   | 1부    | 11   | 4    | 2     | 1     | 0       | 0       | -         | -         | 3     | 1     | 14   | 5    |
| 2007    | 수원 삼성 블루윙즈   | 1부    | 16   | 3    | 2     | 0     | 7       | 3       | -         | -         |       |       | 23   | 6    |
| 2008    | 수원 삼성 블루윙즈   | 1부    | 15   | 4    | 2     | 0     | 5       | 0       | -         | -         | 2     | 0     | 22   | 4    |
| 2009    | 수원 삼성 블루윙즈   | 1부    | 22   | 1    | 3     | 1     | 1       | 0       | 6         | 0         |       |       | 23   | 1    |
| 2010    | 수원 삼성 블루윙즈   | 1부    | 9    | 2    | 2     | 2     | 6       | 0       | 6         | 0         |       |       | 15   | 2    |
| 2011    | 수원 삼성 블루윙즈   | 1부    | 0    | 0    | 0     | 0     | 0       | 0       | 0         | 0         |       |       | 0    | 0    |
| 2012    | → 상주 상무 (군입대) | 1부    | 14   | 0    | 1     | 0     | -       | -       | -         | -         |       |       | 14   | 0    |
| 2013    | → 상주 상무 (군입대) | 2부    | 11   | 1    | 0     | 0     | -       | -       | -         | -         |       |       | 11   | 1    |
| 2014    | → 울산 현대 (임대)   | 1부    | 19   | 2    | 0     | 0     | -       | -       | 3         | 0         |       |       | 19   | 2    |
| 2015    | 수원 삼성 블루윙즈   | 1부    | 21   | 0    | 1     | 0     | -       | -       | 4         | 0         |       |       | 21   | 0    |
| 2016    | 수원 삼성 블루윙즈   | 1부    | 18   | 0    | 2     | 0     | -       | -       | 4         | 0         |       |       | 18   | 0    |
| 2017    | 서울 이랜드          | 2부    | 15   | 1    | 0     | 0     | -       | -       | -         | -         |       |       | 15   | 1    |
| 2018-19 | 리만                 | HKPL   | 14   | 1    | 1     | 0     | 5       | 2       | -         | -         |       |       | 20   | 3    |
| 통산    | 통산                 | 통산   | 223  | 20   | 21    | 4     | 45      | 8       | 23        | 0         | 5     | 1     | 317  | 33   |

### 국가 대표 생활
2005년 8월 7일 동아시아 축구선수권대회에서 일본과의 경기로 A매치 데뷔전을 치렀고, 2006년 FIFA 월드컵에 참가하였다.

## 플레이 스타일
신체조건은 그다지 좋지 않지만, 굉장히 영리하고 패스감각이 창의적이며 공수조율 능력이 뛰어나다는 평가를 받는다.

## 그 외
2005년에 자신의 모교인 안동고등학교에 축구용품을 전달하였다.
2014년 6월 3일에는 울산 현대 소속 시절 울산 동료였던 최태욱과 함께 우리동네 예체능에 출연했다.
한때 박수진과 교제했으나 결별했고, 박수진은 배용준과 결혼했다. 그리고 백지훈은 현재도 미혼이다.

## 방송 출연
- Kbs 우리동네 예체능 (2014.6.3)
- jtbc 정산회담 (2020.2.18)
- tvN 골든일레븐 (2020.11.30 - 2020.12.21)
- tvN 골든일레븐2 (2021.11.25 - 2021.12.16)
- E채널 노는브로 (2021.8.23 - 2022.1.31)
- SBS 골 때리는 그녀들 (2021.6.16 - 현재)
- IHQ 《트래블리》 (2022)
- KBS2 뽈룬티어 (2025)

## 경력

### 선수 경력
- 2003년 ~ 2004년  전남 드래곤즈
- 2005년 ~ 2006년  FC 서울
- 2006년 ~ 2016년  수원 삼성 블루윙즈
- 2012년 ~ 2013년  상주 상무 피닉스 (군복무)
- 2014년  울산 현대 (임대)
- 2017년  서울 이랜드 FC
- 2018년 ~ 2019년  리만 FC

### 국가 대표 경력
- 2006년 FIFA 월드컵 대표

## 수상

### 개인
- 2001년 백록기 축구대회 어시스트상 수상
- 2002년 부산 MBC배 전국고교선수권대회 최우수선수상 수상
- 2006년 K리그 베스트 11 선정
- 2021년 SBS 연예대상 감독상 수상
- 2023년 SBS 연예대상 베스트 커플상 (with 이을용)

### 클럽

#### 전남 드래곤즈
- FA컵 준우승 1회 (2003년)

#### FC 서울
- 하우젠 컵 우승 1회 (2006년)

#### 수원 삼성 블루윙즈
- K-리그 우승 1회 (2008년)
- K-리그 준우승 1회 (2006년)
- FA컵 우승 2회 (2009년, 2016년)
- FA컵 준우승 1회 (2006년)
- 삼성 하우젠 컵 우승 1회 (2008년)
- 팬퍼시픽 챔피언십 우승 1회 (2009년)